# San Giovanni in Carapullo
San Giovanni in Carapullo, även benämnd San Giovanni in Clivo Plumbeo, var en kyrkobyggnad i Rom. Den var belägen vid dagens Largo Visconti Venosta i Rione Monti. Det framgår inte av dokumenten om kyrkan var helgad åt aposteln Johannes eller Johannes Döparen.

## Kyrkans historia
Kyrkans första dokumenterade omnämnande återfinns i Catalogo di Cencio Camerario, en förteckning över Roms kyrkor, sammanställd av Cencio Savelli år 1192 och bär där namnet sco. Iohanni Crib. plumb. Tillnamnen ”Carapullo” och ”Clivo Plumbeo” syftar på antikens Clivus Pullius, en gata som ledde från Suburra upp till toppen av Esquilinen. Clivus Pullius sammanlänkade gatorna Clivus Orbius och Clivus Suburanus.
I kyrkoförteckningen Catalogo dell'Anonimo Spagnuolo från år 1566 anges det att ett oratorium, benämnt S. Iuan carapullo novo, har uppförts bredvid kyrkan.
I ett dokument från år 1571 framgår det att San Giovanni in Carapullo var församlingskyrka. Genom en bulla promulgerad av påve Gregorius XIII år 1582 miste kyrkan emellertid denna administrativa värdighet och underställdes församlingskyrkan Santi Sergio e Bacco.
Kyrkan San Giovanni in Carapullo revs under 1700-talet.

## Omnämningar i kyrkoförteckningar
| Katalog                      | År         | Benämning                            |
| ---------------------------- | ---------- | ------------------------------------ |
| Catalogo di Cencio Camerario | 1192       | sco. Iohanni Crib. plumb             |
| Il Catalogo Parigino         | cirka 1230 | s. Iohannes in Crapulo               |
| Il Catalogo di Torino        | cirka 1320 | Ecclesia sancti Johannis in Crapullo |
| Il Catalogo del Signorili    | cirka 1425 | sci. Ioannis in Carapullo            |